# Lucius Marcius Philippus (Konsul 56 v. Chr.)
Lucius Marcius Philippus (* um 102 v. Chr.; † nach 43 v. Chr.) war ein Politiker der späten römischen Republik.
Philippus wurde 62 v. Chr. Prätor und 61–60 v. Chr. 
Statthalter von Syrien. 58 v. Chr. heiratete er in zweiter Ehe Atia, die Mutter des Gaius Octavius, des späteren Kaisers Augustus. 56 v. Chr. wurde er Konsul (zusammen mit Gnaeus Cornelius Lentulus Marcellinus).
Er besaß ein Gut in Puteoli. 44 v. Chr. (nach der Ermordung Gaius Iulius Caesars) empfahl er seinem Stiefsohn Octavius, die Erbschaft Caesars auszuschlagen. Dieser jedoch nahm die Erbschaft und den Namen Caesars an. Trotzdem unterstützte Philippus seinen Stiefsohn weiterhin, u. a. gegenüber Cicero. 43 v. Chr. zog er sich aus der Politik zurück, nachdem es ihm nicht gelungen war, eine Versöhnung des Marcus Antonius mit dem Senat zu erreichen.
Aus erster Ehe hatte Philippus einen gleichnamigen Sohn, der 38 v. Chr. Suffektkonsul wurde, sowie eine Tochter Marcia, die zweite Gattin des Marcus Porcius Cato Uticensis wurde.
| Personendaten    | Personendaten                           |
| ---------------- | --------------------------------------- |
| NAME             | Marcius Philippus, Lucius               |
| ALTERNATIVNAMEN  | Philippus, Lucius Marcius               |
| KURZBESCHREIBUNG | römischer Politiker der späten Republik |
| GEBURTSDATUM     | um 102 v. Chr.                          |
| STERBEDATUM      | nach 43 v. Chr.                         |